# William Colvin
William Colvin (né le 3 décembre 1934 à Toronto et mort le 3 novembre 2010 à Huntsville (Ontario)) est un joueur canadien de hockey sur glace. Lors des Jeux olympiques d'hiver de 1956, il remporte la médaille de bronze.

## Palmarès
- Médaille de bronze aux Jeux olympiques de Cortina d'Ampezzo en 1956